# 北前館
北前館（きたまえかん）は、兵庫県豊岡市の竹野浜にある北前船をテーマとする資料館と温泉入浴施設を核とする複合施設。

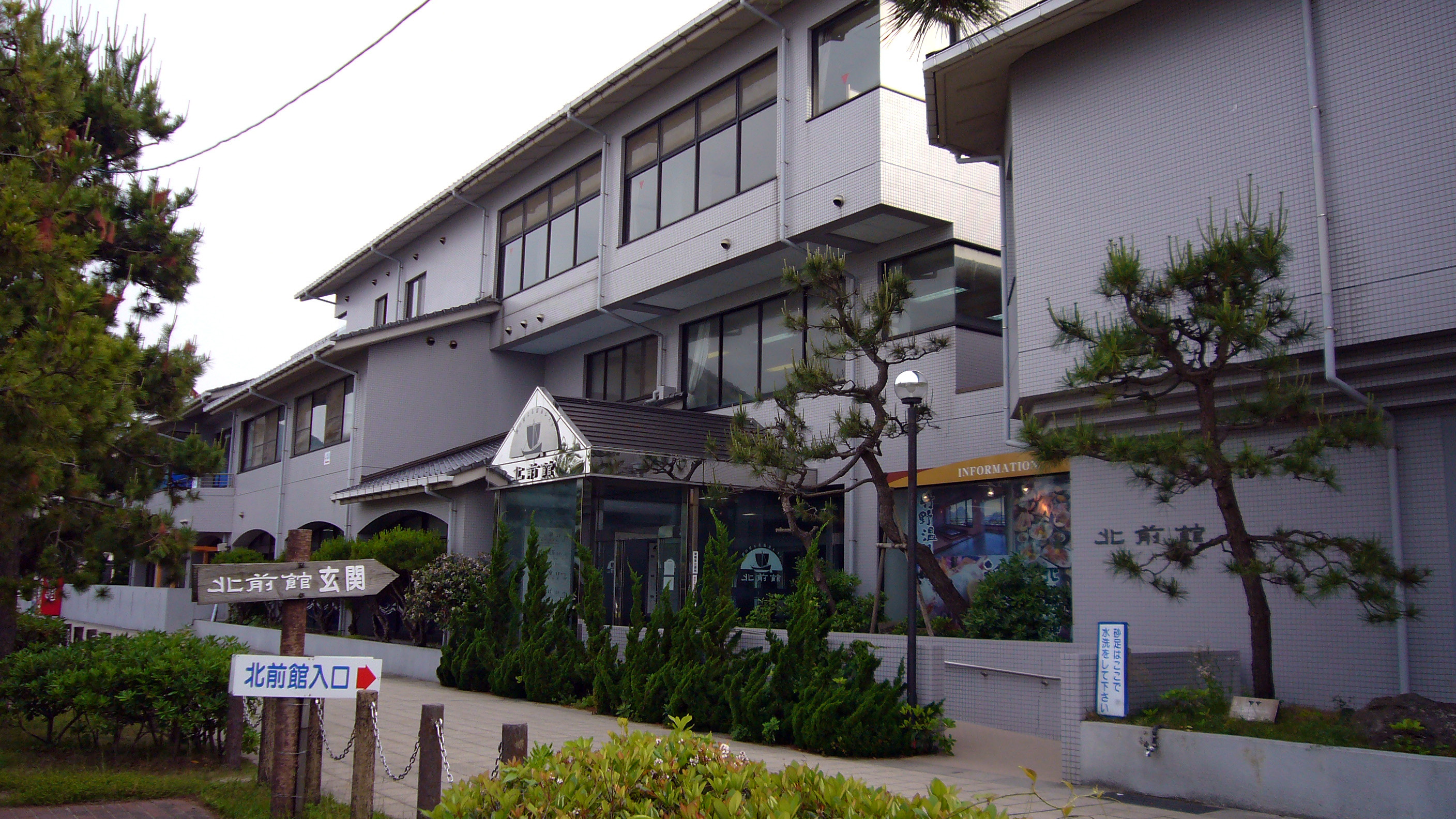
外観

## 施設

### 北前船資料館

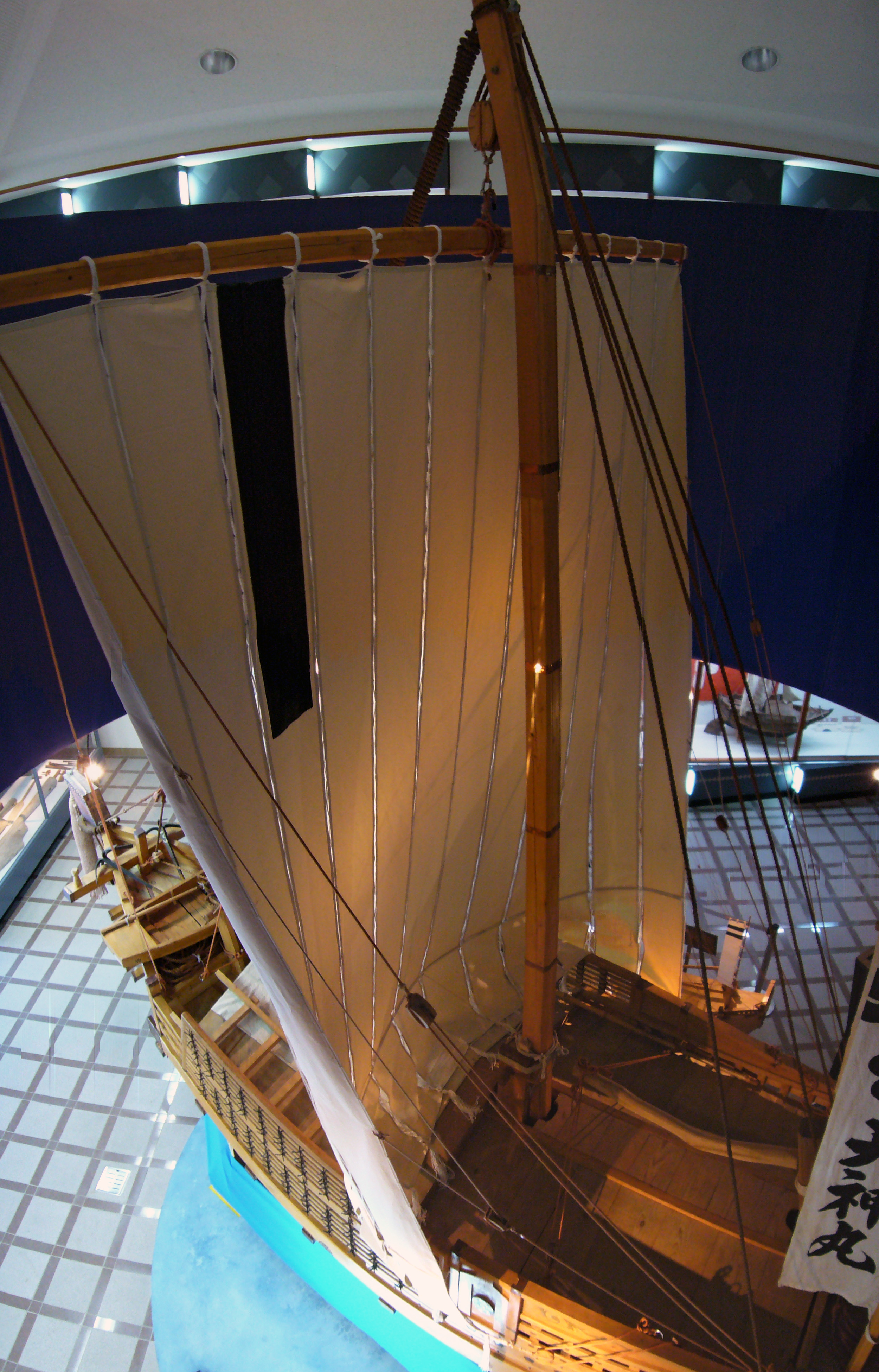
天神丸

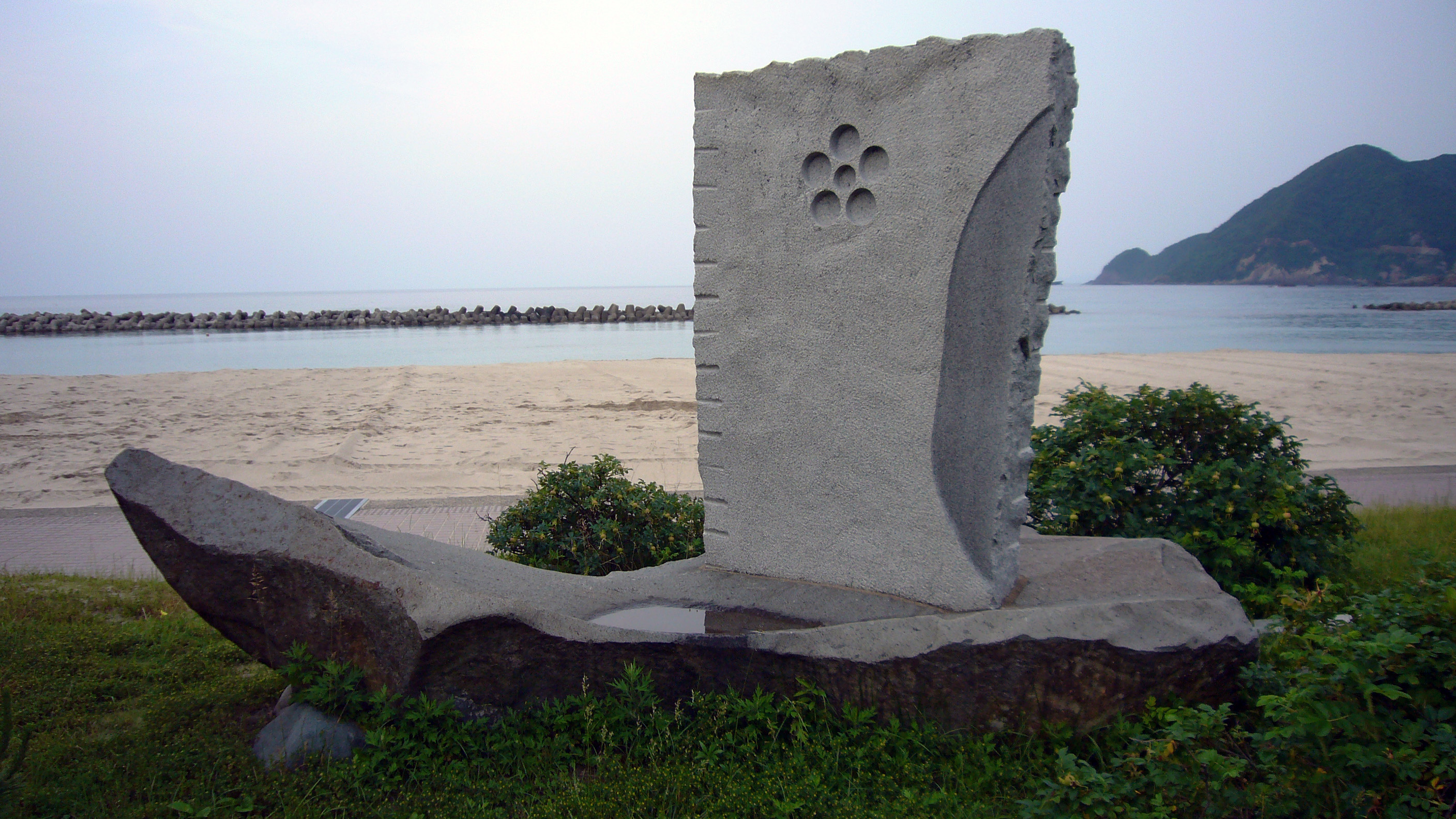
館前のモニュメント

北前船千石船の1/5スケールの「天神丸」のほか、当時の北前船に関する資料を多数展示する。
主な展示品
- 天神丸 - 1988年建造、全長6.5m、全幅2.2m、帆柱高さ5.7m。毎年5月に開催される北前祭で航行する。
- 船艦札
- 引札
- 船簟笥
- 和磁石
- 遠眼鏡
- 船絵馬

### 竹野温泉　遊湯館
竹野温泉の入浴施設。湯船から竹野浜と海を一望できる。

### その他施設
- 海洋ホール -  エントランスホールにある水族館
- レストラン白帆
- 竹野特産品店（特産品コーナー）
- 海洋学習室 - 50名収容
- 研修・交流ホール - 80名収容。

## 利用情報
- 開館時間 - 9:00〜21:00 （レストラン・売店〜20:00、史料館〜17:00、温泉〜21:00）
- 年中無休
- 入館無料
- 所在地 - 〒669-6201 兵庫県豊岡市竹野町竹野50-12
  - なお、臨時閉館、開館時間短縮等があるので、訪れる際は電話などで確認されたい。

## 交通アクセス
- 山陰本線 竹野駅 全但バス「竹野浜」・「城崎温泉駅」・「香住駅」行きで約5分、「竹野浜」下車すぐ
- 山陰本線 竹野駅 徒歩約20分